# Lauren Lane
Lauren Lane (Oklahoma City, Oklahoma, VS, 2 februari 1961) is een Amerikaans actrice.
Lane werd vooral bekend door haar rol als C.C. (Chasity Claire) Babcock in de serie The Nanny. Ook speelde ze verschillende gastrollen in onder meer Hunter, L.A. Law en Burke's Law en enkele films, waaronder Interface, Positive I.D. en The Cutting Room.
Ze was getrouwd met David Wilkins, met wie ze een dochter kreeg.

## Filmografie
- Interface (1984) – Amy Witherspoon
- Positive I.D. (1987) – Dana
- Hunter Televisieserie – Sgt. Chris Novak (Afl., Return of White Cloud, 1989|Shadows of the Past, 1991)
- L.A. Law Televisieserie – Julie Rayburn (Afl., TV or Not TV, 1991|Lose the Boss, 1991|Great Balls Afire, 1992|From Here to Paternity, 1992|P.S. Your Shrink Is Dead, 1992)
- Perry Mason: The Case of the Skin-Deep Scandal (Televisiefilm, 1993) – Lauren Kent
- South Beach Televisieserie – Brooke Wyatt (Afl., Stake Out, 1993)
- Nervous Ticks (1993) – Blonde vrouw
- Burke's Law Televisieserie – Tanya Lovette (Afl., Who Killed Mr. Game Show?, 1995)
- The Nanny Christmas Special: Oy to the World (Televisiefilm, 1995) – C.C. Babcock (Stem)
- Duckman: Private Dick/Family Man Televisieserie – Rol onbekend (Afl., They Craved Duckman's Brain!, 1996, stem)
- Gen 13 (Video, 1999) – Ivana Baiul (Stem)
- Partners Televisieserie – Barbara (Afl., My Sister, My Enemy, 1999)
- The Nanny Televisieserie – Chastity Claire ‘C.C.’ Babcock (125 afl., 1993-1999)
- The Cutting Room (2001) – Joan Swanson

## Theater
- 1989–1990: Judevine
- 1993: Blood! Love! Madness!
- 1994: Electra
- 2001: Dinner with Friends
- 2005: The Vagina Monologues
- 2007/08: The Dick Monologues
- 2008: The Clean House als Lane
- 2009: House of Several Stories als Moeder
- 2010: Becky's New Car als Becky
- 2010: Celebrity Autobiography
- 2011: A Writer's Vision(s)
- 2011: August: Osage County als Barbara
- 2011: The Cherry Orchard als Madame Ranyévskaya
- 2011/12: God of Carnage als Veronica Novak
- 2013: Harvey als Veta Louise